# Primarni glaukom uskog kuta
Primarni glaukom uskog kuta ili primarni glaukom zatvorenog kuta je glaukom uzrokovan kontaktom između irisa oka i trabekularne mreže (reticuluma trabeculare), što obstruira istjecanje sobne vodice iz oka. Ovaj kontakt između irisa oka i trabekuluma može izazvati postupno oštećenje funkcije trabekuluma koji više ne može držati korak s proizvodnjom sobne vodice i tlak u oku počinje rasti. U više od polovice svih slučajeva, produljeni kontakt između irisa oka i trabekuluma uzrokuje formiranje synechiae (efektivno "ožiljaka"). Oni uzrokuju trajne opstrukcije protoku vodice. U nekim slučajevima, pritisak u oku može tako naglo nastati da uzrokujući bol i crvenilo (simptomatski ili takozvani "akutnim" glaukom zatvorenog kuta). U ovakvoj situaciji vid može postati zamagljen te bolesnici mogu vidjeti i svjetlosne krugove (haloe). Popratni simptomi uključuju glavobolju i povraćanje.
Dijagnoza se postavlja fizičkim znakovima i simptomima: pupile srednje dilatirane i bez reakcije na svjetlost, rožnica edematozna (zamagljena), smanjen vid, crvenilo, bol. Međutim, većina ovih slučajeva je asimptomatska. Prije nego što nastupi vrlo ozbiljan gubitak vida, ovi se slučajevi mogu identificirati samo ispitivanjem, od strane oftalmologa. Jednom kada je uočen bilo koji od simptoma i kontroliran, tretman prve linije (a često i konačni) je laserska iridotomija. Ona može biti provedena koristeći se Nd: YAG ili argonskim laserima, a u nekim slučajevima i konvencionalnom incizijskom kirurgijom. Cilj liječenja je preokrenuti i spriječiti kontakt između irisa oka i reticuluma trabeculare. U početnim do umjereno naprednijim slučajevima, iridotomija je uspješna u otvaranju kuta u oko 75% slučajeva. U drugih 25% slučajeva potrebna je laserska iridoplastika, lijek (pilokarpin) ili incizijska kirurgija.
|  | Molimo pročitajte upozorenje o korištenju medicinskih informacija. Ne provodite liječenje bez savjetovanja s liječnikom! |